# День святого Трифона
День святого Трифона (Три́фонів день) — день у народному календарі слов'ян, який припадає на 1 (14) лютого; напівсвято у східних та південних слов'ян, пов'язане із наближенням весни. Особливо відзначається в Болгарії, Північній Македонії та Сербії, де має характер свята із численними обрядами. Вважається передвесняним святом виноградарів, оскільки святий Трифон вважається їх покровителем. У слов'ян він виступав у ролі покровителя мисливців на пернатую дичину. У південних слов'ян перші три дні лютого (Трифонів день, Стрітення, день святого Симеона) вважають межею між зимою та весною.

## Інші назви
- рос. Трифон, Трифоны Перезимники, Трифон Звездистый, Трифон с кошкой, День Трифона — заклинатель мишей, Трифон-мороз, Трифон Перезимник, Звездопад, Мышегон, Предпразднество Сретения[3];
- біл. Грамнічны бацька;
- болг. Три́фун Зареза́н, Три́фоновден, Св. Три́фон, Три́фун Зарезо́й, Трифон пия́ница, Трифон чи́пият (курносый), Зарезановден;
- серб. Свети Тривун, Свети Трива, Свети Трипо, Трипун-пиjаница, Трифон Орезач, Заризој, Триша.

Цього дня православними слов'янами шануються у тому числі Трифон Нікейський та Петро Галатийський, чиї імена присутні у назвах дня.

## Трифон мишогон
Святому Трифону моляться при нападі шкідників на посіви й насадження. У числі інших негараздів та напастей святому моляться про заступництво сімейного вогнища, любові й миру подружжя, у скорботі, журі та зневірі, про гарних женихів та наречених, про позбавлення від хропіння, хвороб очей, про вигнання лукавих духів від людини, про позбавлення від чародійства.
На Русі на Трифона заговорювали мишей та мишарники — місця, де миші знаходили собі прожиток й тепло.
Йшов знахар зі своєю кішкою до стогів з мишарниками. Там він виймав з середини заклинаємих по снопу (або по клоку, якщо йдеться про сіно) з усіх чотирьох боків, «з чотирьох вітрів», дбайливо складав все це до купу — з особливими нашіптування – й ніс до запросившої його хати. Там розміщував принесене у чисто виметеній та жарко натопленій печі та розпалював розжареною кочергою. Залишки золи після спалених снопів ретельно вигрібав й переносив на тік, де й всипав до тих місць, звідки було взято снопи. Знахар, всипав золу у відповідні місця, читав спеціальні замовляння. Вважалося, що після цього уводив їх мишачий цар геть.
Сільські дівиці молилися Трифону про наречених — ймовірно тому — лютий — весільний місяць.
Примічали погоду цього вечора: якщо небо буде зоряним — вважалося, що зима ще довго триватиме, й весна буде пізньою.

## Трифон Зарізан

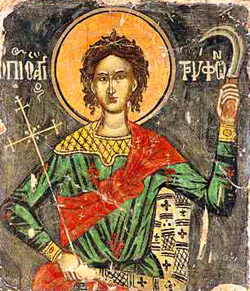
Св. Трифон з ножем для підрізки виноградної лози. Ікона XVIII ст., Сербія

Назва свята в Болгарії, Македонії та східній Сербії — Зарізан або Орізач — з причини того, що святкується під час першої обрізки виноградника. У південних слов'ян поширений переказ про Трифона та Богородицю, якій присвячений наступний день й які вважалися братом та сестрою. За легендою Богородиця прокляла Трифона за образу, завдану їй і дитині дорогою до церкви, після чого святий відрізав собі ніс. За іншою версією Трифона називають Зарізан, бо коли у підвипившому стані він підрізав лозу, помилково порізав собі ніс. Звідси інша народна назва — Трифон-п'яниця. Свято входить до циклу трьох послідовних днів, відомих як Трифунці (1, 2, 3 лютого).
На Трифона у болгарських храмах звучить особлива молитва. У ній парафіяни називаються «лозою Господньою», а у молитві йдеться про те, щоб «благодать зійшла на кожну лозу», тобто на кожного парафіянина. У храмах освячується вода, у деяких місцях, читають спеціальну молитву від шкідників.
Цього дня вино ллється без обмежень. На трапезу кожен несе флягу з вином, до якої опускаються виноградні гілочки. Наприкінці частування розвеселі й добре почастовані чоловіки вирушають до села. Відповідно до обряду обходять будинки, де їх знову пригощають вином. «Царя» несуть на руках, при цьому постійно поливаючи вином. «Як вино ллється, так нехай лози ростуть», — приговорюють усі.
У церковному живописі сербських й болгарських етнічних районів святий зображується у вигляді юнака, який тримає спеціальний ніж для підрізання лози. Болгарське свято виноградарів вважається залишком культу фригійском-фракійського бога родючості й природи Сабазія (Діоніса). Болгари про цей день говорять: «Святий Трифон вкладає голову у землю й вона починає зігріватися» (болг. Св. Трифон забива главата си в земята и по този начин я затопля), тобто з цього дня природа починає готуватися до весни.
День Трифона Зарізана святкують болгарські поселення України. Бессарабське село Кубей організовує 14 лютого святкову ходу вулицями, люди їдуть в ошатних традиційних возах, із музикою. «Хода Трифонів» — чоловіки на підводах, господині пішки. У розпалі свята серед господарів обирають найвправнішого та одягають йому на голову корону «Царя Трифона».

## Приказки та прикмети
- Яка погода у перший день лютого, такий і весь лютий.
- Початок лютого погожий — весну чекай ранню, пригожу.
- На Трифона звездісто — весна пізня.
- На Трифона зірок багато — весни довга дорога.
- Якщо на небі з'явиться багато зірок, то зима ще довго триватиме й весна буде пізня.
- На Трифона заговорюють мишей, щоб не псували скирти з хлібом.

## Зноски
1. ↑  Агапкина Т. А. под общ. ред. Н. И. Толстого. Славянские древности: Этнолингвистический словарь : в 5 т. — Москва : Межд. отношения, 2004. — Т. 3: К (Круг) — П (Перепёлка). — С. 606–610. — ISBN 5-7133-1207-0.
2. ↑  Узенёва Е. С. под общ. ред. Н. И. Толстого. Трифон св. // Славянские древности: Этнолингвистический словарь : в 5 т. — Москва : Межд. отношения, 2012. — Т. Т. 5: С (Сказка) — Я (Ящерица). — С. 318–320. — ISBN 978-5-7133-1380-7.
3. ↑  «Зеленая минея». Февраль (по старому стилю). 1 февраля Предпразднство Сретения Господа Бога и Спаса нашего Иисуса Христа И святаго мученика Трифона (†250) (PDF). Архів оригіналу (PDF) за 3 березня 2022. Процитовано 25 квітня 2020.
4. ↑  Котович О. В., Крук И. И. Золотые правила народной культуры. — Мн. : Адукацыя i выхаванне, 2010. — С. 592. — 3000 прим. — ISBN 978-985-471-335-9.
5. ↑  Алина БЕРЕСТЕНЬ (14 лютого 2020). В Кубее Болградского района отметили Трифон Зарезан (рос.). «БессарабіЯ.UA». Архів оригіналу за 14 лютого 2022. Процитовано 2020-4-26.
6. ↑  ТСН // Традиційний фестиваль з вином і танцями влаштували на півдні Одеської області. Архів оригіналу за 27 червня 2020. Процитовано 26 квітня 2020.